# Pangolin à longue queue
Phataginus tetradactyla
Espèce
Statut de conservation UICN

 VU 2019 : Vulnérable
Statut CITES
Le Pangolin à longue queue (Phataginus tetradactyla) est un mammifère arboricole, de la famille des Manidae vivant dans les forêts marécageuses d'Afrique de l’Ouest et d'Afrique centrale. 
Il doit son nom vernaculaire à sa longue queue mesurant environ les 2/3 de sa longueur totale. Avec un poids au plus de 3,6 kg et une longueur totale allant jusqu'à 120 cm, cette espèce est la plus petite de tous les pangolins. Il est couvert d'écailles kératineuses se chevauchant, d'une coloration brun foncé à bords jaunâtres. L'abdomen est couvert d'une fourrure sombre. La peau est noire. 
C’est un animal principalement diurne qui se nourrit de fourmis dans les arbres et niche dans des cavités d’arbres.
L’espèce est menacée par une surexploitation, comprenant chasse, braconnage pour la viande de brousse et la médecine traditionnelle, ainsi qu’en raison de la perte de l'habitat et du commerce international vers l’Asie orientale. À partir de 2018, le trafic de pangolins de l’Afrique vers la Chine et le Vietnam a contribué au déclin de sa population. L'espèce est classée comme vulnérable sur la Liste rouge de l'UICN des espèces menacées.

## Dénomination

### Étymologie
Le nom de genre Phataginus est dérivé de phatagen, un nom du pangolin dans une langue des Indes orientales, selon Buffon (1763). Il l’a traduit par phatagin en français.
L’épithète spécifique tetra.dactyla vient du grec tetra « quatre », dactyla « doigt » renvoyant aux 4 doigts non vestigiaux.
En français, le nom commun pangolin vient d’un mot malais penggoling, signifiant « celui qui s’enroule ». En malais moderne, c’est teggiling. Buffon  a introduit en français les termes de pangolin et de phatagin dans son Histoire naturelle (tome X) en 1763. Mais seul pangolin est demeuré.

### Histoire de la taxonomie
En 1756, le zoologiste M. J. Brisson décrit le Pholidote à longue queue ou Pholidotus longicaudatus, avec « à chaque pied 4 doigts, armés d’ongles » dans Le Regne animal divisé en IX classes. En 1763, Buffon reprend cette espèce de Brisson sous le nom de Phatagin, en indiquant « qu’il y a erreur dans cette phrase indicative, le phatagin ayant, comme le pangolin, cinq doigts, ou plustôt cinq ongles, à tous les pieds ».
Trois ans plus tard, Linné l'introduit dans la dernière édition Systema naturae (1766), sous le nom de Manis tetradactyla.
Après avoir été classée dans le genre Manis et Uromanis, l'espèce a été reclassée dans le genre Phataginus. Les raisons sont de nature morphologique et génétique,.

## Caractéristiques

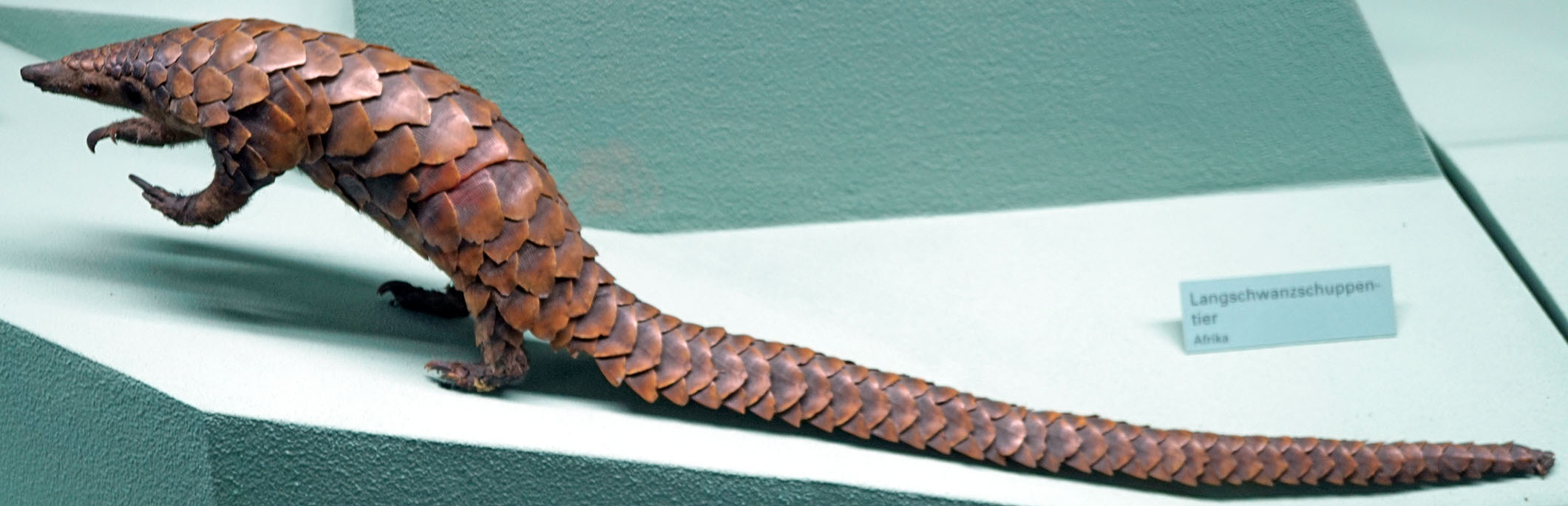
Pangolin à longue queue, la taille de la queue fait le double du corps+tête.

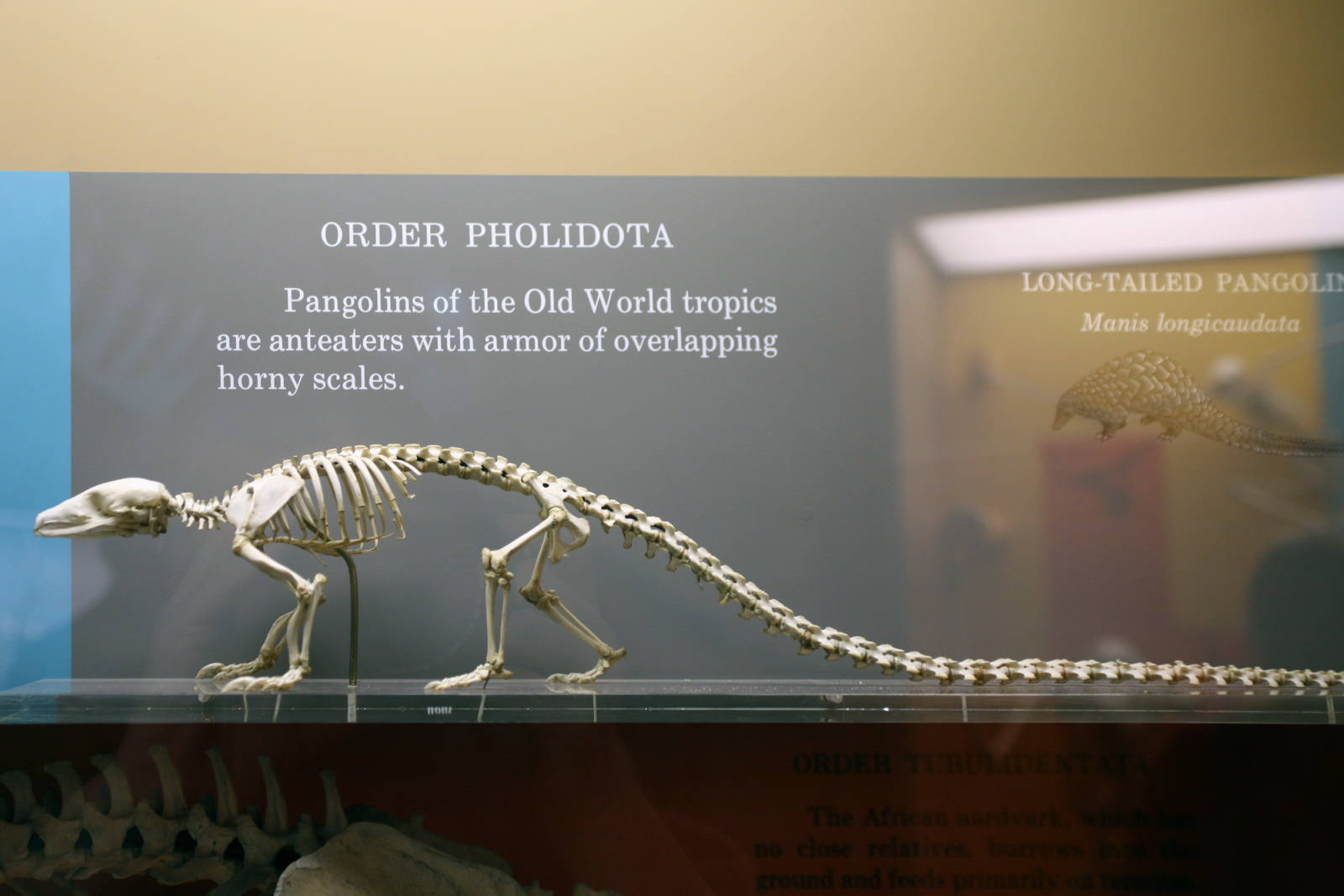
Squelette de pangolin à longue queue.

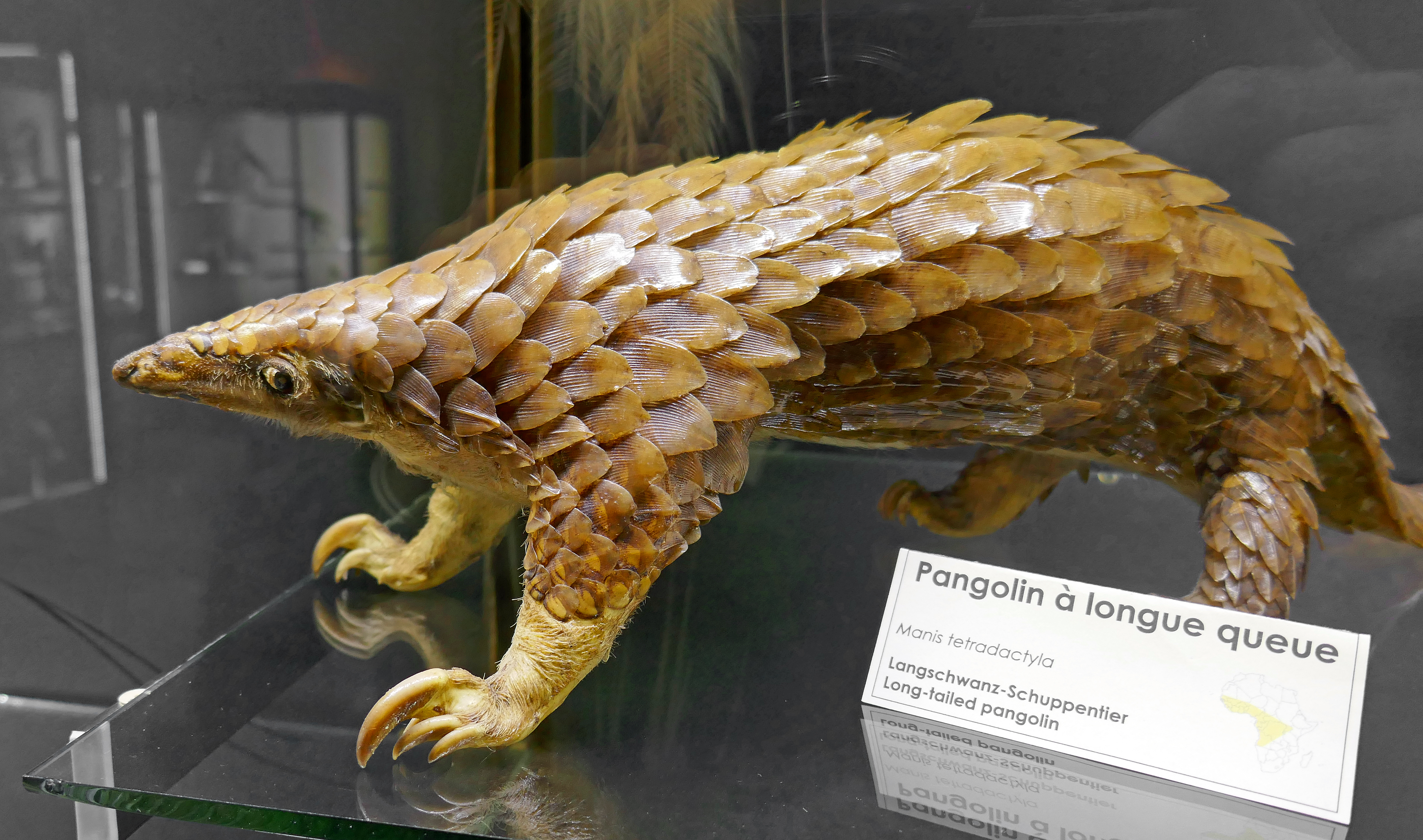
Pangolin à longue queue avec ses puissantes griffes des membres antérieurs. Musée d'histoire naturelle et d'ethnographie de Colmar (France).

Le Pangolin à longue queue est un petit pangolin, arboricole, pesant de 1 à 3,6 kg pour une longueur totale de 120 cm.
- Masse :  la masse corporelle moyenne au Nigeria du Sud-Est est de 2,83 kg pour les mâles et de 2,74 kg pour les femelles, en Centrafrique, la masse est environ la moitié[6].
- Taille : la longueur moyenne totale des mâles en Centrafrique est de 98 cm, celle des femelles est de 104 cm ; en Côte d’Ivoire les mâles font 100 cm (intervalle 82–121 cm, n=7} et les femelles 101 cm (intervalle de 93-110, n=2).
- Taille de la queue : la longueur moyenne de la queue en Centrafrique est 66 cm pour les mâles et de 62 cm pour les femelles
- Vertèbres : plus de 70, dont 46-47 vertèbres caudales

Son nom français vient du fait qu’il a une queue extrêmement longue représentant les 2/3 de sa longueur totale et donc le double de la longueur corps+tête. 
Phataginus tetradactyla est couvert d’écailles se chevauchant, striées, d’un brun noir à la base, avec des bords jaunâtres, qui naissent à partir de la peau. Il n’y a pas d’écailles sur le museau, la gorge, le ventre, la face interne des membres et il n’y a pas de poil poussant entre les écailles (comme pour les pangolins asiatiques). Les écailles les plus grosses sont au milieu du dos et mesurent 67 × 80 mm. Les membres antérieurs sont protégés par de grosses écailles post-scapulaires. Le nombre total d’écailles est de 542-637. L’observation d'individus âgés dans la nature avec des écailles de queue manquantes suggère que l'espèce peut perdre définitivement des écailles en vieillissant.
La tête est longue, effilée, nue excepté les écailles sur le front et les quelques poils noirs de 5–10 mm sur les joues et la gorge. Comme les autres pangolins, l’espèce est édentée.
Sa peau noire, quand elle n’est pas couverte d’écailles, apparaît sur la tête, le ventre, les faces internes des membres. Phataginus tetradactyla est aussi appelé pangolin à ventre noir,  black-belied pangolin en anglais.
Les pavillons d’oreille sont de taille réduite. La langue de 16–18 cm de long a l’extrémité aplatie. Les tissus du thorax forment un tube dans laquelle la langue se loge.
Les quatre membres possèdent cinq doigts, munis de puissantes griffes recourbées, spécialisées dans l’éventrement des fourmilières. Les membres antérieurs ont le premier doigt vestigial, donnant l’apparence de l’existence de seulement 4 doigts. La troisième doigt est le plus grand et sa griffe est la plus puissante.
Les membres postérieurs ont 4 longues griffes d’à peu près même taille, la griffe intérieure est vestigiale.
Une paire de glandes anales situées sur les bords de l’anus, produisent une forte odeur musquée qui est utilisée pour le marquage et peut-être en défense. Les chasseurs de pangolin à longue queue de Côte d’Ivoire disent être capable de les détecter à leur odeur.
Les femelles ont deux mamelles pectorales.
La température corporelle est régulée à 30-36 °C.

## Écologie et comportement

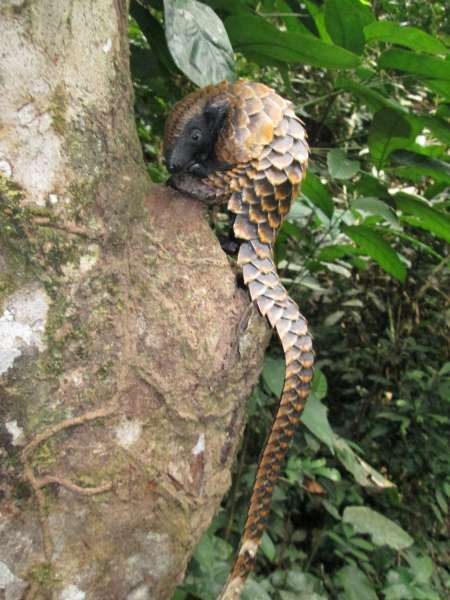
L'espèce est principalement arboricole, notez sa très longue queue, ses écailles à base brun noir et bords jaunâtres et la peau noire de son museau

Le pangolin à longue queue est principalement diurne, bien qu'il montre une certaine activité nocturne.
Seulement deux études ont essayé de déterminer la domaine vital de l’espèce. En Centrafrique, les domaines vitaux sont compris entre 36 et 56 ha.  En Côte d’Ivoire, les domaines de six individus sont en moyenne de 9,27 ha. Dans son domaine, l’animal suit les mêmes trajets et les mêmes cavités de refuges.
Il dort recroquevillée dans des creux d'arbres, des fougères arborescentes ou dans des enchevêtrements de lianes, et parfois dans des nids d'insectes évidés.
Comme tous les pangolins, il est myrmécophage. Il ne consomme que les fourmis des arbres et semble peu intéresser par les termites. Les petites abeilles Halictidae sont à l’occasion consommées.
Il passe la plupart du temps à se reposer ou à chasser.
Le léopard (Panthera pardus) et la hyène tachetée (Crocuta crocuta) sont probablement ses principaux prédateurs naturels ; des restes de pangolin à longue queue ont été trouvés dans les excréments de léopard sur plusieurs sites au Gabon. Sa faible taille et son comportement diurne le rendent vulnérable à la prédation par les rapaces et les chimpanzés (Pan troglodytes), les pythons rocheux africains (Python sebae) et les ratels (Mellivora capensis), entre autres espèces.

### Comportements
Peu d’études ont été consacrées au comportement du pangolin à longue queue. Comme tous les autres pangolins, cette espèce est solitaire sauf quand la mère s’occupe de son petit.
Le pangolin à longue queue est une espèce arboricole et qui de surcroît est un excellent grimpeur. Avec des membres antérieurs et postérieurs fonctionnant par paire, il s’accroche avec les griffes avant, enroule sa queue autour du tronc ou de la branche, et remonte ses pattes arrière. Il se nourrit de préférence dans les arbres. Après avoir repéré les fourmilières à l’odorat, il les éventre avec ses griffes avant et capture les fourmis avec sa longue langue gluante. Il consomme aussi les fourmis circulant en longues colonnes le long des branches.
Il a parfois été observé marchant au sol mais on ne connait pas la fréquence de ce comportement. Il a été vu en train de traverser une rivière à la nage ou d’aller d’arbre en arbre à la nage, dans une forêt inondée où la connectivité aérienne n'existe pas.
Quand il est menacé, il se roule en boule et reste ainsi immobile, protégé par son « armure » d’écailles. Il serait très timide et même encore plus que les autres espèces de pangolins.

### Reproduction
Pagès (1972) rapporte que le comportement pré-reproductif simule l'agression, le mâle et la femelle se tenant poitrine à poitrine.
Au terme d’une période de gestation de 140 jours, la femelle met bas un seul petit. La reproduction n’est pas saisonnière, elle est continue. Le petit né dans une cavité d’arbre, fait 30–35 cm de long. Sa mère le laisse au nid quand elle part se nourrir mais revient régulièrement pour l’allaiter. Par la suite, le juvénile s’accrochera à la base de la queue de sa mère et l’accompagnera à une autre cavité d’arbre. Puis, il partira chasser avec sa mère. Il commence à se nourrir de proies vivantes quand il a deux semaines. L'âge exact du sevrage est inconnu, mais les jeunes quittent leur mère à l'arrivée de la prochaine progéniture. Pagès (1975) rapporte que les jeunes pangolins à longue queue errent pendant 4 à 5 mois avant d'établir un domaine vital. La taille adulte est atteinte vers l’âge de 15 mois et la maturité sexuelle vers deux ans.

## Habitat

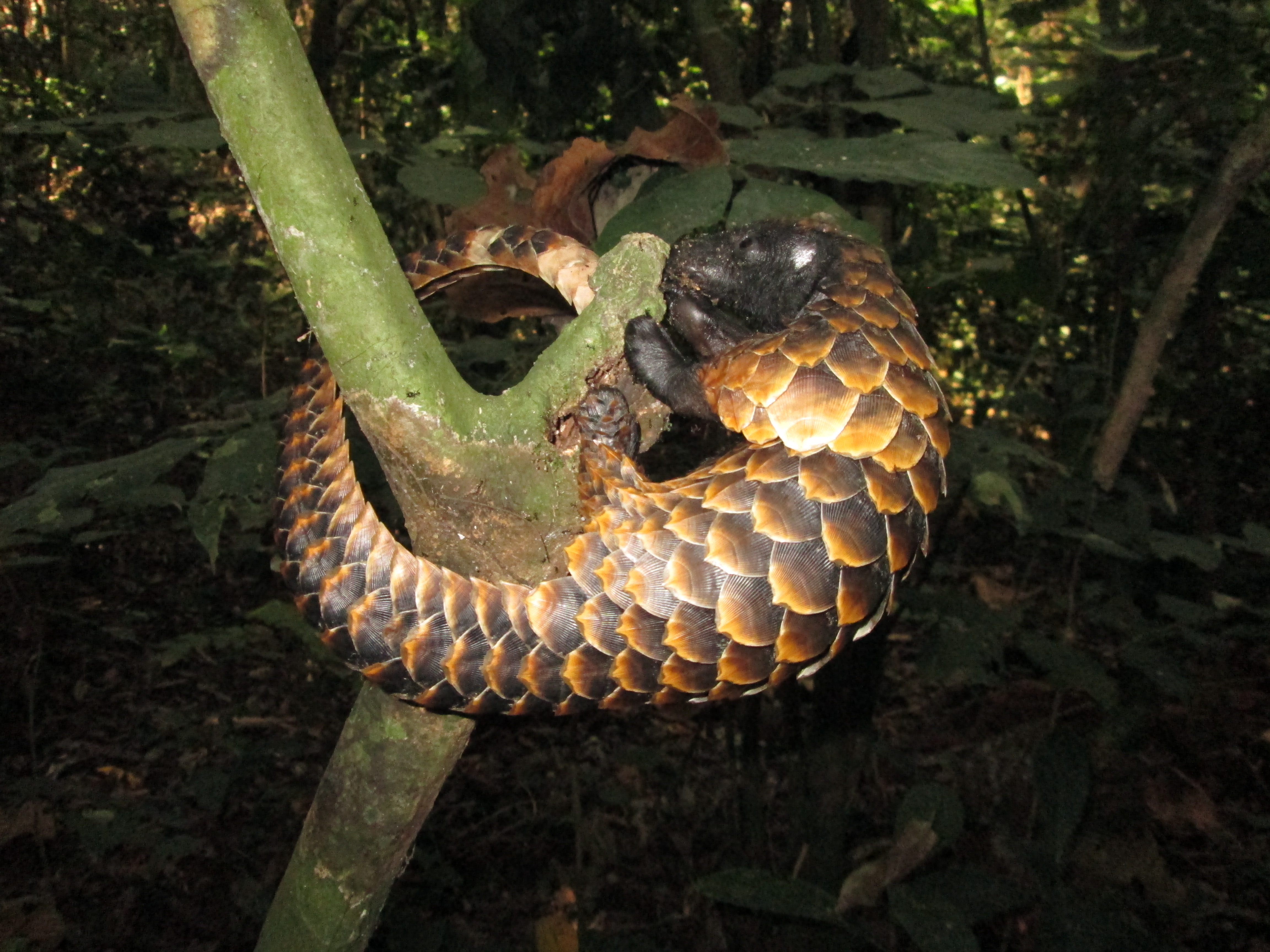
Pangolin à longue queue est le plus arboricole de tous les pangolins

Le pangolin à longue queue est l'espèce la plus arboricole des pangolins. Il se trouve souvent dans les forêts riveraines et marécageuses, généralement dans des habitats dominés par les palmiers (y compris les rotins) et les arbres spécialisés des milieux marécageux (tels que Uapaca sp., Pseudospondias sp. et Mitragyna sp.) ainsi que les forêts primaires et les mosaïques de forêts-savanes.
Dans la mosaïque de forêt-savanes de la Côte d’Ivoire, l’espèce habite des forêts dominées par les bouleaux d’Afrique (Anogeissus leiocarpus), le tamarinier noir (Dialium guineense), Diospyros abissinica et Drypetes floribunda qui sont loin des rivières et manquent de palmiers. En revanche, dans le sud de la Côte d'Ivoire, l'espèce se trouve dans les forêts marécageuses inondées dominées par les palmiers, Raphia hookeri et Mitragyna ledermannii, et dans les plantations de palmiers à huile et d'hévéas.
Dans tous les types de forêts, le pangolin à longue queue semble préférer la canopée et les zones les moins fréquentées par l’homme.

## Répartition

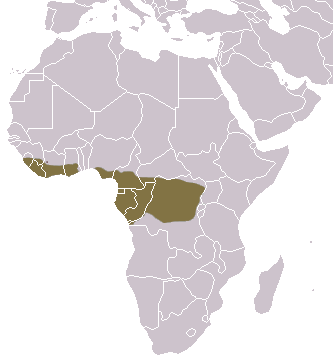
Distribution du pangolin à longue queue

Le pangolin à longue queue est distribué dans les régions forestières d’Afrique de l’Ouest et d’Afrique centrale, dans une bande de même latitude, partant du Sierra Leone jusqu’au Bassin du Congo.
Il existe des données confirmées de présence dans un certain nombre de réserves forestières du sud-est de la Guinée, du Liberia, du sud de la Côte d’Ivoire, du sud-ouest du Ghana, et après un trou apparent dans la distribution jusqu’au sud-ouest du Nigeria, la distribution se poursuit vers l’est, au sud Cameroun, le sud-ouest de la République centrafricaine, l’est de la République démocratique du Congo, le Gabon, et la République du Congo.

## Relation avec l’espèce humaine

### Statut de conservation
En raison du manque de recherche, les populations de pangolin à longue queue restent inconnues que ce soit au niveau d’un site local, d’un pays ou au niveau global.
La population mondiale étant en déclin, l'espèce est classée comme vulnérable sur la Liste rouge de l'UICN des espèces menacées.
Comme les autres pangolins, cette espèce est inscrite à l'Annexe I de la CITES (interdisant le commerce international) et tous les États de l'aire de répartition sont signataires de la Convention. Le pangolin à longue queue est protégé par la législation nationale des États de l'aire de répartition, qui interdit généralement son exploitation.

### Menaces humaines
Une des menaces importante que fait peser l’homme sur la faune est depuis longtemps la dégradation et la perte de son habitat.
La déforestation en Afrique de l’Ouest est un phénomène rampant qui s’est développée avec l’accroissement de la population humaine, la conversion de territoires en zones agricoles et l’extraction forestière.
Bien que le pangolin à longue queue soit protégé par la législation des pays concernés, le respect de la loi ne peut être assuré en raison d’un manque de ressources humaines et techniques. L’espèce continue à être largement chassée et braconnée pour fournir de la viande de brousse et des remèdes de la médecine traditionnelle africaine. Au Gabon, l’espèce continue à être chassée et commercialisée avec des prix en augmentation. Les chasseurs de viande de brousse indiquent que 34 % des consommateurs qui leur passent des commandes sont des immigrés asiatiques et que ceux-ci veulent avant tout des pangolins. L’enquête a été menée dans des régions où des migrants asiatiques sont venus travailler dans la construction, l’agro-industrie et l’exploitation forestière.
Avant 2008, le commerce international de cette espèce est resté d’un faible niveau, il a été limité aux exportations d'un petit nombre d'animaux vivants et d'autres produits dérivés. En 2008, le trafic intercontinental de pangolins africains vers l'Asie est apparu, impliquant principalement le trafic d'écailles. Entre 2008 et 2019, il a ostensiblement augmenté et comprenait le pangolin à longue queue. Il est difficile d’évaluer le nombre d’individus impliqués mais des écailles de pangolin à longue queue ont été saisies dans d’importants envois en route vers les marchés asiatiques. Par exemple, en avril 2019, 12,9 tonnes d'écailles, impliquant environ 35 000 pangolins africains, ont été saisies à Singapour en route du Nigéria vers le Vietnam. Le Cameroun et le Nigeria sont des exportateurs majeurs. Une enquête menée en juin 2008 à l’aéroport de Paris-Charles-de-Gaulle a montré qu’environ 5 tonnes de viande de brousse étaient introduites illégalement hebdomadairement par des passagers venant d’Afrique. Sur 96 morceaux de viande, 5 étaient du pangolin à longue queue soit 6,6 %.
Les pangolins sont souvent cités comme étant actuellement les mammifères sauvages les plus trafiqués dans le monde, avec des estimations de plus d'un million d'animaux prélevés dans la nature entre 2000 et 2013 (S. Heinrich et al, Challender et al.).
C’est une menace majeure pour l’espèce.